# Termizzazione
La termizzazione è un blando trattamento termico effettuato sul latte crudo quando destinato a formaggi a medio/lunga maturazione (almeno 60gg), da non confondere con la pastorizzazione. Il processo prevede un riscaldamento tra 57 e 68 °C per pochi secondi con lo scopo di eliminare una certa percentuale di germi anticaseari, la cui presenza causerebbe fermentazioni anomale o difetti, con deprezzamento del prodotto caseario.
Questo trattamento lascia al tempo stesso quasi inalterata la presenza di batteri utili alla caseificazione quali lactobacilli e streptococchi. La combinazione tempo/temperatura fa sì che le caratteristiche organolettiche e qualitative del latte crudo di partenza, rimangano quasi inalterate.